# Партизанский отряд имени Стефана Чернецкого
Партизанский отряд Гвардии Людовой имени Стефана Чернецкого (пол. Oddział partyzancki Gwardii Ludowej im. Stefana Czarnieckiego) является первым партизанским отрядом польских коммунистов, созданным и действовавшим на оккупированной Третьим рейхом территории Польши.

## История
Весной 1942 года руководство Гвардии Людовой начало подготовку к партизанской деятельности: создавались базы снабжения и началась подготовка активистов к боевой работе. При этом предполагалось, что численность первых партизанских отрядов должна была составлять 8-15 человек.
Формирование первого партизанского отряда началось в Варшаве на рубеже конца апреля - начала мая 1942 года.
10-15 мая 1942 года из Варшавы в Пиотрковские леса двумя группами переехали 14 прошедших военную подготовку активистов Гвардии Людовой, которые должны были стать первыми партизанами. Среди добровольцев были представители различных категорий населения - 3 рабочих, 2 ремесленника, 2 чиновника, 2 ученика, 1 студент, а также 4 "нелегала" (находившиеся на нелегальном положении 1 участник польского рабочего движения и 3 бывших военнослужащих).
15 мая 1942 года в Пиотрковских лесах первый партизанский отряд был создан и начал действовать. Командиром отряда стал студент Варшавского политехнического института, бывший член молодёжной коммунистической организации «Жиче» Францишек Зубжицкий («Малый Франек»). Главный штаб GL поставил перед отрядом задачу действовать в центральных районах Польши. Местом базирования отряда должны были стать Томашувские леса.
В этот же день, 15 мая 1942 года Польская рабочая партия отдала приказ о переходе к партизанской войне на всей территории Польши, а Главный штаб GL отдал приказ «Do oddziałów Gwardii Ludowej wyruszających w pole», в котором устанавливал конкретные формы деятельности партизанских отрядов.
На момент формирования отряд состоял из 14 бойцов, имевших на вооружении один винтовочный обрез и шесть пистолетов различных типов с небольшим количеством боеприпасов и 12 ручных гранат. Также в отряде имелись три пары гаечных ключей (для развинчивания рельс на железной дороге) и три пилы (для спиливания столбов телефонной связи).
Основной задачей отряда была диверсионная деятельность на железных дорогах и коммуникациях немецких войск, однако партизаны совершили также несколько нападений на немецкие административные и хозяйственные объекты.
Первой операцией отряда стало спиливание столбов на линии телефонной связи недалеко от места создания отряда.
2 июня 1942 года партизаны вручную развинтили рельсы на двух участках железнодорожной линии, в результате диверсий, движение поездов на первом участке было остановлено на пять часов, на втором участке – на восемь часов.
8 июня 1942 в Пиотркуве Ф. Зубжицкий встретился с представителем подполья и получил от него дополнительное оружие - пять пистолетов с патронами.
Вечером 9 июня 1942 года партизанский отряд посетил лесничество, в котором партизаны изъяли два двуствольных ружья, амуницию, топографические карты и 5000 злотых из кассы лесничества.
После того, как о налёте на лесничество стало известно немецким оккупационным властям, немецко-полицейские силы в районе были подняты по тревоге, началось преследование отряда. 10 июня 1942 года между деревнями Полихно и Коло в Пиотрковских лесах отряд Ф. Зубжицкого вступил в бой с немецкими жандармами и сотрудниками SD. В этом бою погибли трое партизан, ещё двое были ранены. Немцы также имели потери: тяжёлое ранение в голову получил командовавший отрядом шеф отделения полиции безопасности в Пиотркуве, ещё один сотрудник SD был убит.
В дальнейшем, партизаны отряда Ф. Зубжицкого были привлечены к обучению и военной подготовке кандидатов в партизаны.
21 июня 1942 отряд вступил в восьмичасовой бой с немцами в районе населённого пункта Antoniow. В этом бою отряд потерял убитыми трёх партизан, также был ранен командир отряда Ф. Зубжицкий.
В июле отряд был реорганизован – за счёт прибывшего пополнения общая численность отряда увеличилась до 25 человек, после чего провёл ещё несколько боевых операций (в частности, партизаны разоружили участок «синей полиции», захватив находившееся в нём оружие; подожгли мельницу, принадлежавшую немцу по фамилии Науманн; сожгли небольшой лесопильный завод...). Кроме того, в июле 1942 года из активистов GL была создана боевая группа в Томашуве Мазовецком.
В дальнейшем, было принято решение перенести деятельность отряда в район Ченстохова (в места, где в сентябре 1939 года была разгромлена 7-я пехотная дивизия польской армии и существовала возможность найти оружие на местах боев, сосредоточения войск или у населения).
К началу августа 1942 года при содействии партизан отряда Ф. Зубжицкого из активистов GL уже были подготовлены несколько боевых групп для ведения партизанских действий.
6 августа 1942 года отряд прибыл на железнодорожную станцию Томашув, чтобы забрать здесь из тайника четыре спрятанные винтовки, а затем разрушить железнодорожный мост через реку Пилица. У окраины города отряд попал в засаду, устроенную сотрудниками гестапо и жандармами. Бой продолжался с 8:30 до 11 часов и закончился гибелью партизан.

## Граждане СССР, воевавшие в составе отряда
В составе отряда воевали трое советских граждан: «Николай», «Михаил» и Иван («Янек») - бывшие советские военнопленные, бежавшие из мест заключения. Все они погибли в боях с гитлеровцами.

## Память
- Памятник героям-партизанам отряда имени Стефана Чернецкого Гвардии Людовой (Полихно, 1966, скульптор А. Билас).